# Dua Lipa

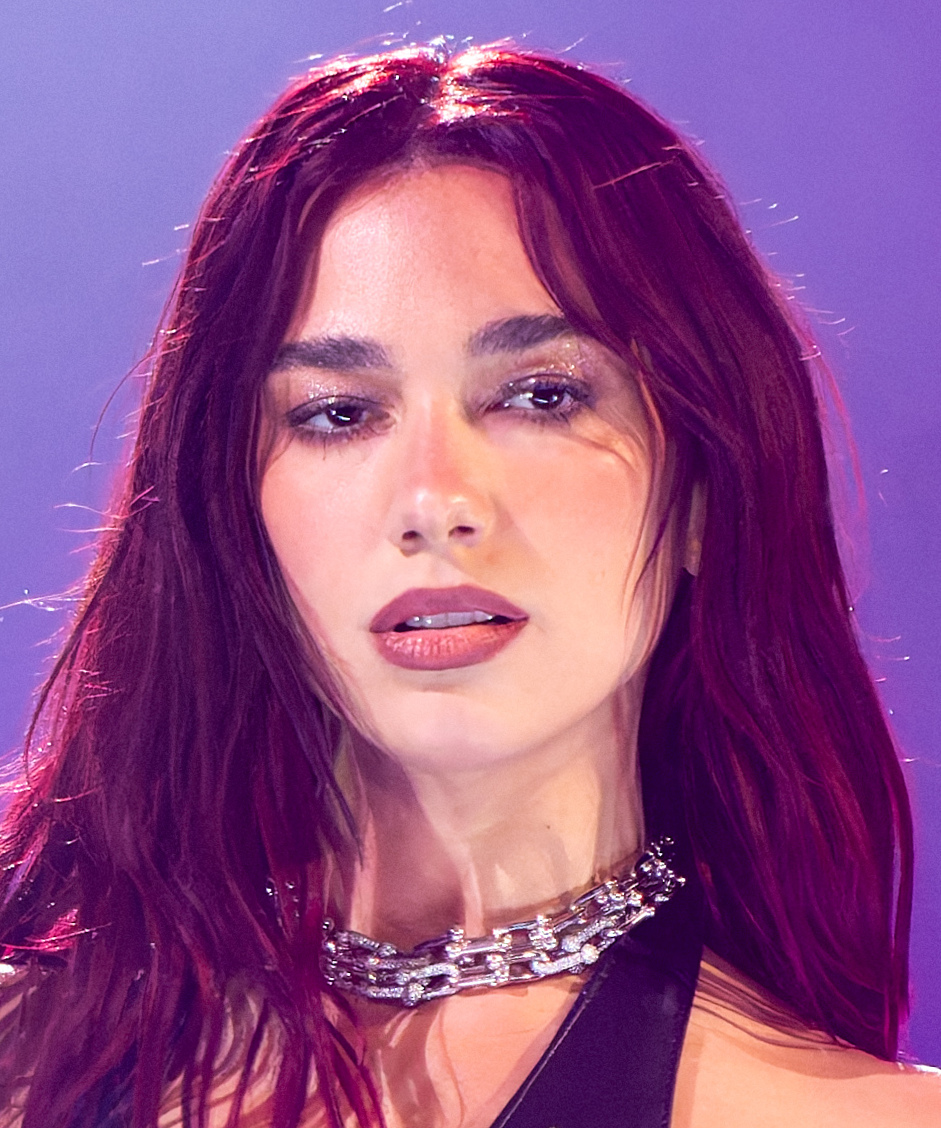
Dua Lipa podczas festiwalu Glastonbury (2024)

Dua Lipa (wym. bryt. [ˈduːə ˈliːpə]; alb. [dua liːpa]; ur. 22 sierpnia 1995 w Londynie) – brytyjska piosenkarka, autorka tekstów i modelka pochodzenia kosowsko-albańskiego.
Lipa rozpoczęła karierę w wieku czternastu lat, gdy dodawała covery takich artystek jak Alicia Keys, czy Christina Aguilera w serwisie YouTube. W 2015 podpisała kontrakt z wytwórnią Warner Music Group i nieco później wydała pierwszy singiel. W grudniu 2016 magazyn „The Fader” zamieścił dokument o piosenkarce See in Blue.
Jest laureatką nagrody European Border Breakers Awards (2017) za jej debiutancki album Dua Lipa wydany 2 czerwca 2017. Wydawnictwo to promowano singlami, m.in. „Be The One”, „New Rules” i „IDGAF”, które plasowały się w pierwszej dziesiątce listy przebojów w Wielkiej Brytanii.
W 2019 zdobyła dwie Nagrody Grammy w kategorii „najlepszy nowy artysta” i „najlepsze nagranie taneczne”, a w 2021 kolejną w kategorii „najlepszy wokalny album – pop”. W 2021 roku jej piosenka „Levitating” zajęła pierwsze miejsce na amerykańskiej liście Billboard Year-End Hot 100.
W 2019 Dua wydała piosenkę Don't Start Now, będącą pierwszym singlem promocyjnym jej drugiego albumu Future Nostalgia. Utwór uplasował się na 2 pozycji w USA i Wielkiej Brytanii, w Polsce osiągnęł pierwszą pozycję w notowaniach Airplay. Dwoma pozostałymi utworami promocyjnymi były single Physical oraz Break My Heart. Album Future Nostalgia odniósł ogromny komercjalny sukces. W USA był notowany na 3 miejscu a w Polsce na 4. Za album Dua Lipa otrzymała nagrodę Grammy w kategorii Best Pop Vocal Album.
W 2021 wydała razem z Eltonem Johnem utwór Cold Heart (remiks Pnau), który odniósł sukces komercyjny. Piosenka była notowana na 1 pozycji w Polsce.
W 2022 Dua Lipa wraz z Megan Thee Stallion wydała utwór Sweetest Pie.
W maju 2023 wydała piosenkę Dance the Night promującą film Barbie, która stała się międzynarodowym hitem. 9 listopada 2023 Dua wydała 1 singiel promocyjny z albumu Radical Optimism, który osiągnął miejsca w pierwszej 10 w krajach takich jak Wielka Brytania, Kanada, Australia, Irlandia, Niemcy, Szwajcaria i Francja. Za oba te utwory Dua Lipa na gali Brit Awards otrzymała swoją siódmą nagrodę Brit w kategorii Best Pop Act .
3 maja 2024 Dua wydała swój trzeci album studyjny Radical Optimism promowany przez utwory Houdini, Training Season, Ilusion. Album osiągnął 1 pozycje w 12 krajach w tym w Polsce i w Wielkiej Brytanii. 
11 marca 2025 wydana została piosenka Jennie pod tytułem Handlebars, w której Dua gościnnie wystąpiła. 
Jest laureatką trzech Nagród Grammy, siedmiu Brit Awards, dwukrotnie zdobyła Europejskie Nagrody Muzyczne MTV, Billboard Music Award i American Music Award. We wrześniu 2021 najczęściej słuchaną wokalistką na Spotify i sprzedając największą liczbę biletów na transmitowany na żywo koncert solowy, zapisała się w księdze rekordów Guinnessa. Jest najpopularniejszą artystką z Europy na Spotify. W 2021 znalazła się na liście Time 100 Next. W 2022 otrzymała albańskie obywatelstwo za promowanie kraju swego pochodzenia.              W 2025 roku otrzymała kosowskie obywatelstwo, prezydent Kosowa Vjosa Osmani  podkreśliła, że jest to uhonorowanie jej wkładu w promocję Kosowa i jej talentu.

## Dzieciństwo
Dua Lipa urodziła się 22 sierpnia 1995 w Londynie w rodzinie kosowskich Albańczyków pochodzących z Prisztiny. Jest najstarszym dzieckiem Anesy (z domu Rexhy) oraz Dukagjina Lipy. Jej ojciec jest wokalistą zespołu rockowego ODA, który – jak twierdzi Dua – jest dla niej największą inspiracją. Jej rodzice przybyli do Anglii w latach 90. XX wieku, podobnie jak wielu kosowskich Albańczyków w tym czasie z powodu represji. Lipa ma młodsze rodzeństwo: brata Gijna i siostrę Rinę.
Zaczęła śpiewać mając 5 lat. Dorastała w West Hampstead, dzielnicy Londynu. W wieku 9 lat zaczęła uczęszczać do Sylvia Young Theatre School. W wieku 13 lat wraz z rodzicami przeniosła się do Kosowa po ogłoszeniu niepodległości przez kraj. Tam uczyła się w szkole Mileniumi i Tretë. Po blisko dwóch latach pobytu w Kosowie namówiła rodziców do powrotu do Londynu, by realizować się jako artystka muzyczna. Po powrocie zaczęła nagrywać covery piosenek takich jak „If I Ain’t Got You” autorstwa Alicii Keys oraz „Beatiful” Christiny Aguilery.

## Kariera muzyczna

### Lata 2013–2015
W 2013, podczas pracy jako kelnerka w barze, podpisała kontrakt z Tap Management. Po tym wytwórnia zaoferowała jej miesięczne wynagrodzenie, by porzuciła pracę kelnerki i skupiła się na nagrywaniu muzyki. Po tym jak napisała piosenkę „Hotter than Hell”, w 2014 nawiązała współpracę z Warner Music.
21 sierpnia 2015 wydała swój debiutancki singiel pt. „New Love”. 30 października wydała singiel zatytułowany „Be the One”, który był notowany w czołówkach list przebojów m.in. w Australii, Austrii, Flandrii, Polsce i Wielkiej Brytanii. Singiel pokrył się złotem w Niemczech i Nowej Zelandii, a platyną w Belgii oraz we Włoszech. W listopadzie 2015 znalazła się na liście nominowanych do BBC Sound of... 2016.

### Lata 2016–2018

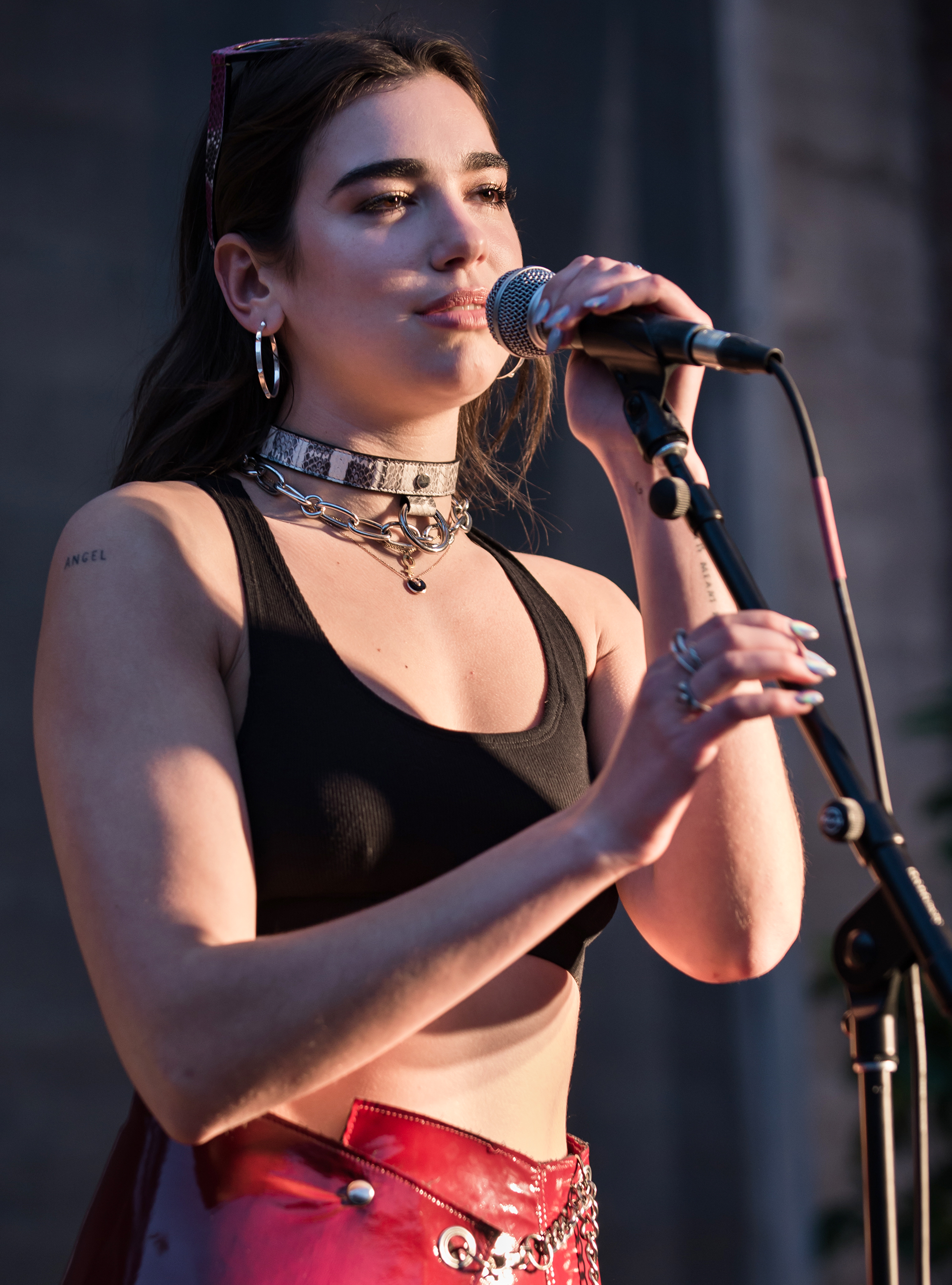
Dua Lipa (2017)

W styczniu 2016 rozpoczęła pierwszą europejską trasę koncertową. 18 lutego wydała swój trzeci singiel Last Dance, a 6 maja Hotter than Hell. Utwór uplasował się na 33. miejscu w notowaniach polskich. W Wielkiej Brytanii znalazł się na 15. miejscu listy przebojów. 26 sierpnia wydała piąty singiel Blow Your Mind (Mwah), który dotarł na 30. miejsce w notowaniu brytyjskim. Z tym utworem zadebiutowała na liście Billboard Hot 100, zajmując 72. miejsce. Piosenka dotarła również na listy Hot Dance Club Songs oraz Mainstream Top 40. 27 września 2016 została nominowana do nagrody MTV Europe Music Awards w kategorii Najlepszy wykonawca w serii MTV Push, ale zwycięzcą został zespół DNCE. W listopadzie 2016 ukazała się piosenka Seana Paula pt. „No Lie”, nagrana z gościnnym udziałem Lipy. Utwór zajął 10. miejsce na liście najlepiej sprzedających się singli w Wielkiej Brytanii. W czerwcu 2017 znajdował się na 6. miejscu AirPlay – Top. W kwietniu 2022 teledysk do piosenki przekroczył miliard wyświetleń na YouTube. 

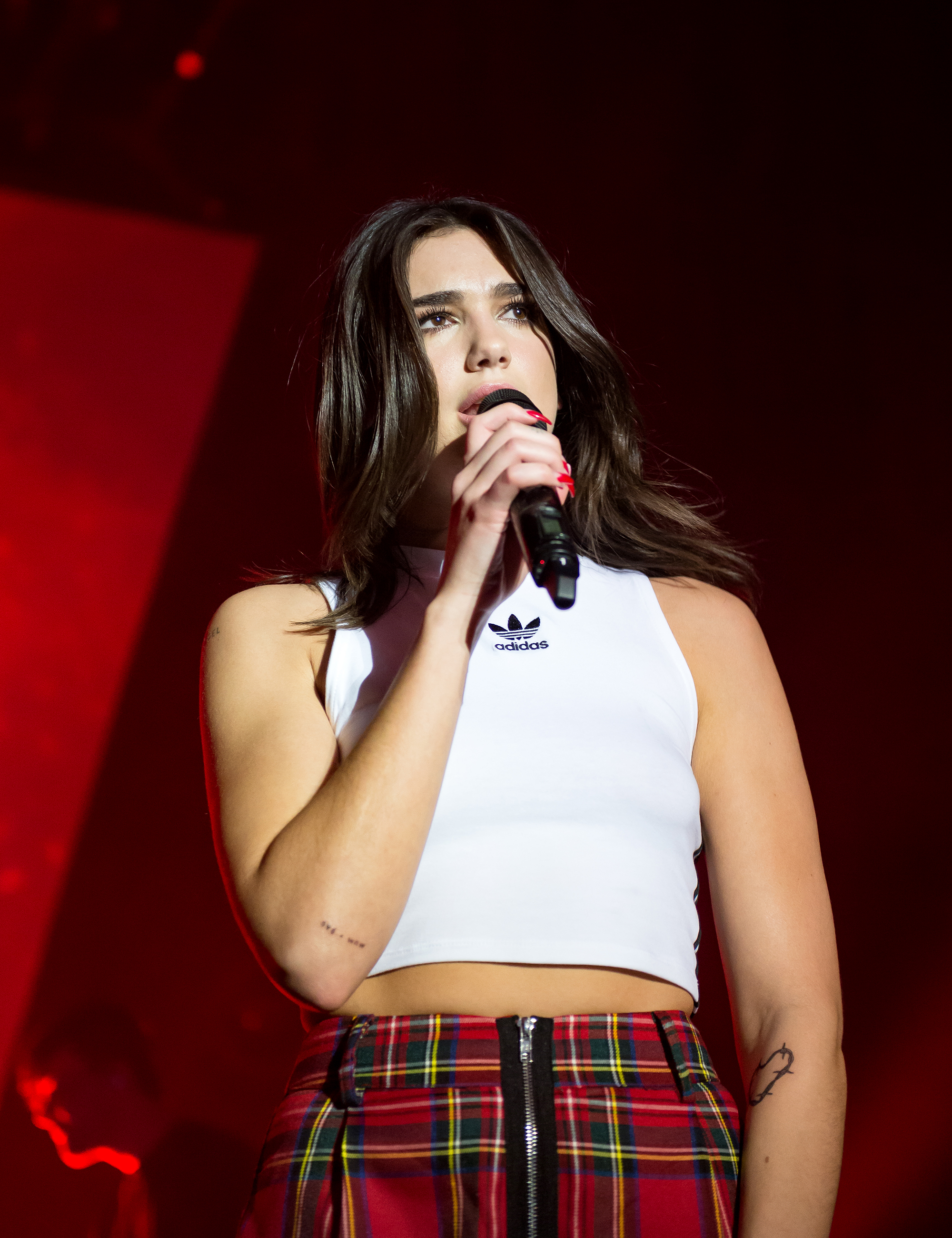
Dua Lipa podczas występu w The Palladium w Los Angeles w 2018

W styczniu 2017 Lipa wygrała Nagrodę Publiczności European Border Breakers Award. 27 stycznia, we współpracy z Martinem Garrixem opublikowała piosenkę Scared to be Lonely, która uplasowała się na 14. miejscu w notowaniach brytyjskich. W 2015 roku Lipa rozpoczęła pracę nad swoim debiutanckim albumem. Premiera albumu Dua Lipa za pośrednictwem wytwórni Warner Bros. odbyła się 2 czerwca 2017 roku. Szósty singiel na płycie, wydany 21 lipca 2017, pt. „New Rules” był notowany na 1. miejscu liście najlepiej sprzedających się singli w Wielkiej Brytanii; był to pierwszy raz kiedy kobieta znalazła się na najwyższej lokacie od 2015, kiedy była to piosenka „Hello” Adele. W Polsce w notowaniu październikowym utwór uplasował się na 5. miejscu. Prócz Wielkiej Brytanii piosenka była na najwyższej pozycji w Belgii, Holandii, Irlandii i na Węgrzech. 23 czerwca 2017 wystąpiła na Glastonbury Festival, na którym zaśpiewała m.in. Hotter than Hell, No Lie, czy New Rules. 5 grudnia została ogłoszona najczęściej słuchającą artystką w Wielkiej Brytanii w serwisie Spotify.

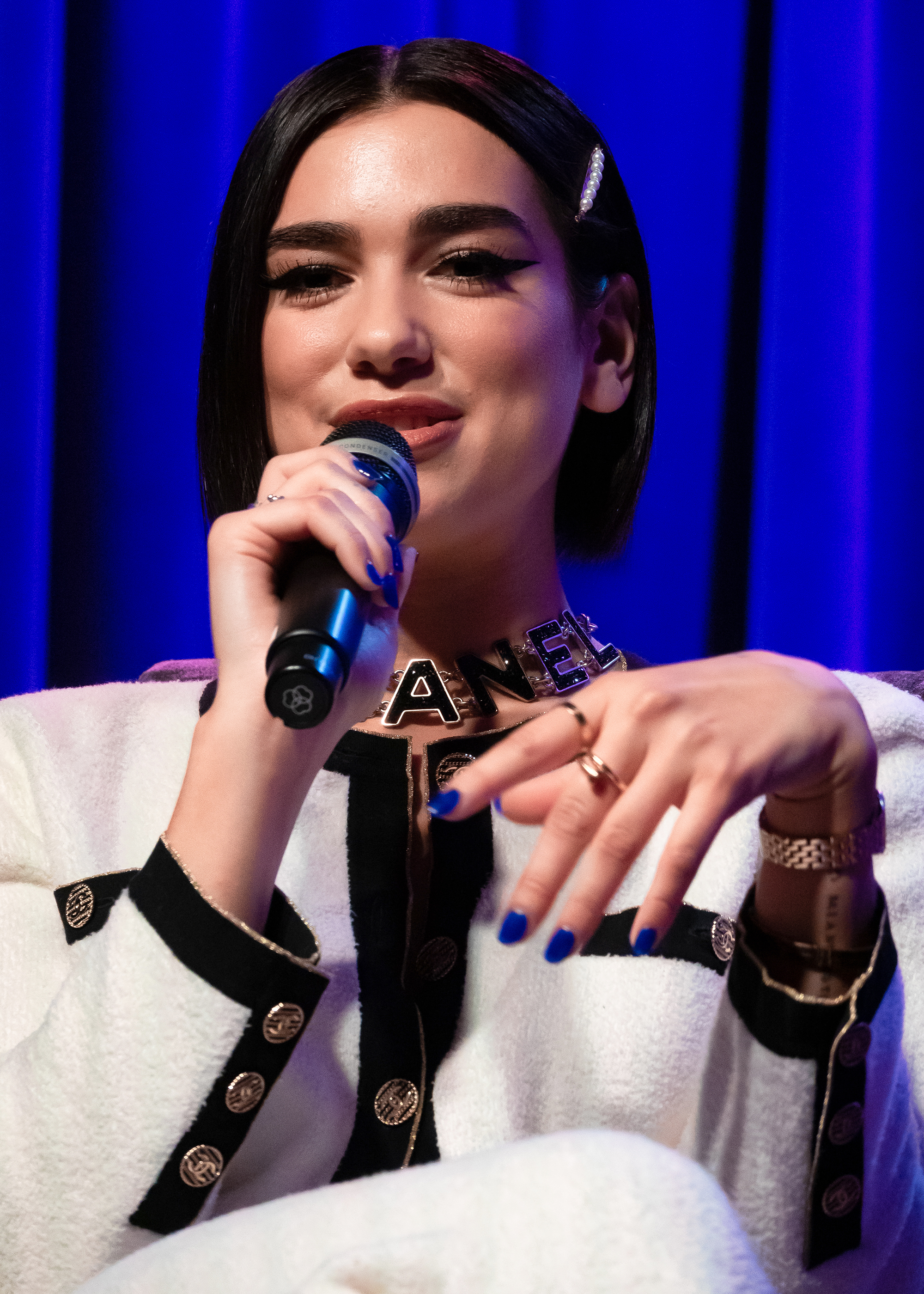
Dua Lipa (2018)

12 stycznia 2018 opublikowała singiel „IDGAF”. W Irlandii piosenka dotarła na 1. miejsce listy przebojów, w notowaniach brytyjskich oraz polskich utwór zanotował 3. pozycję. 15 stycznia została nominowana w pięciu kategoriach do Brit Awards 2018. Tym samym została pierwszą solową wokalistką, której udało się zdobyć pięć nominacji. Nominacje otrzymała w kategoriach: Brytyjska Artystka Roku, Brytyjska Piosenka Roku za New Rules, Brytyjski Przełomowy Artysta, Brytyjski Teledysk Roku za New Rules oraz Brytyjski Album Roku za jej album Dua Lipa. Lipa zdobyła dwa wyróżnienia, wygrywając nagrodę dla Najlepszej Brytyjskiej Artystki Roku oraz dla Najlepszego Brytyjskiego Przełomowego Artystę. 21 lutego zaśpiewała na ceremonii rozdania nagród w O2 Arena. 6 kwietnia wydała piosenkę „One Kiss”, nagraną wspólnie z Calvinem Harrisem. Singiel uplasował się na najwyższej pozycji w listach przebojów 14 państw m.in. w Wielkiej Brytanii, czy w Polsce. Piosenka utrzymywała się na brytyjskiej liście przebojów na pierwszej pozycji przez 8 tygodni z rzędu. Utwór stał się również najlepiej sprzedającym się Wielkiej Brytanii w 2018. 26 maja zaśpiewała przed meczem finałowym Ligi Mistrzów UEFA pomiędzy Liverpoolem i Realem Madryt na Stadionie Olimpijskim w Kijowie.
6 września wydany został singiel Lipy i duetu Silk City pt. „Electricity”. W Wielkiej Brytanii znalazł się na 4. miejscu listy przebojów, a w Polsce zajął 44. miejsce. 16 września wystąpiła na Grand Prix Singapuru 2018. 7 grudnia 2018 została nominowana w dwóch kategoriach do nagrody Grammy.

### Lata 2019–2022
W styczniu 2019 została czterokrotnie nominowana do Brit Awards 2019. Ostatecznie zwyciężyła w kategorii Najlepszy brytyjski singiel za piosenkę One Kiss, wspólnie z Calvinem Harrisem. 24 stycznia 2019 opublikowała singiel pt. Swan Song do filmu Alita: Battle Angel. Piosenka zajęła pierwszą pozycję na listach przebojów w trzech państwach. W Wielkiej Brytanii dotarła na 24. pozycję w lutym 2019. 10 lutego wygrała dwie statuetki na 61. ceremonii wręczenia nagród Grammy, zwyciężając w kategoriach Najlepszy nowy artysta oraz Best Dance Recording.
1 listopada wydała singiel promujący jej nowy album Future Nostalgia – „Don’t Start Now”. Piosenka zajęła najwyższą pozycje w listach przebojów 12 krajów, a w polskich notowaniach uplasowała się na 4. miejscu, w Wielkiej Brytanii oraz w Stanach Zjednoczonych zajęła drugie miejsce.
31 stycznia 2020 wydała drugi singiel z albumu pt. „Physical”. Utwór dotarł na pierwsze miejsce na listach przebojów w sześciu krajach, m.in. w Polsce. W notowaniu brytyjskim piosenka uplasowała się na trzeciej pozycji. 25 marca ukazała się trzecia piosenka promująca nowy album – „Break My Heart”, która zajęła w polskiej liście przebojów 2. miejsce, zaś 6. w Wielkiej Brytanii. 27 marca 2020 Dua Lipa wydała swój drugi album o nazwie Future Nostalgia. Premiera odbyła się podczas światowej pandemii, stąd większość działań promocyjnych artystki odbywała się w internecie. 10 czerwca wydała piosenkę Hallucinate z albumu Future Nostalgia. 23 czerwca opublikowany został utwór pt. Un Día (One Day), z udziałem Lipy. W Polsce uplasował się na 10. miejscu w notowaniu listopadowym.
28 sierpnia ukazał się Club Future Nostalgia – remix album, który zawierał remiksy piosenek z albumu Future Nostalgia z udziałem Marka Ronsona i The Blessed Madonna. 1 października opublikowany został przez nią remiks singla Levitating, z raperem DaBaby. Piosenka odniosła sukces i dotarła na szczyt w 7 państwach; w Polsce oraz w Wielkiej Brytanii zajęła odpowiednio 3. i 5. pozycję. 5 kwietnia 2022 na YouTube teledysk piosenki przekroczył liczbę 500 milionów wyświetleń. W końcu października wydała piosenkę Fever, nagraną wspólnie z Angèle. Gościnnie wystąpiła u boku Miley Cyrus w jej piosence Prisoner z albumu Cyrus Plastic Hearts. W Polsce piosenka osiągnęła 4. pozycję. 24 listopada 2020 został sześciokrotnie nominowana do nagrody Grammy. Jej album Future Nostalgia był najbardziej popularnym albumem wydanym przez kobietę, a piątym ogólnie w 2020 w serwisie Spotify.

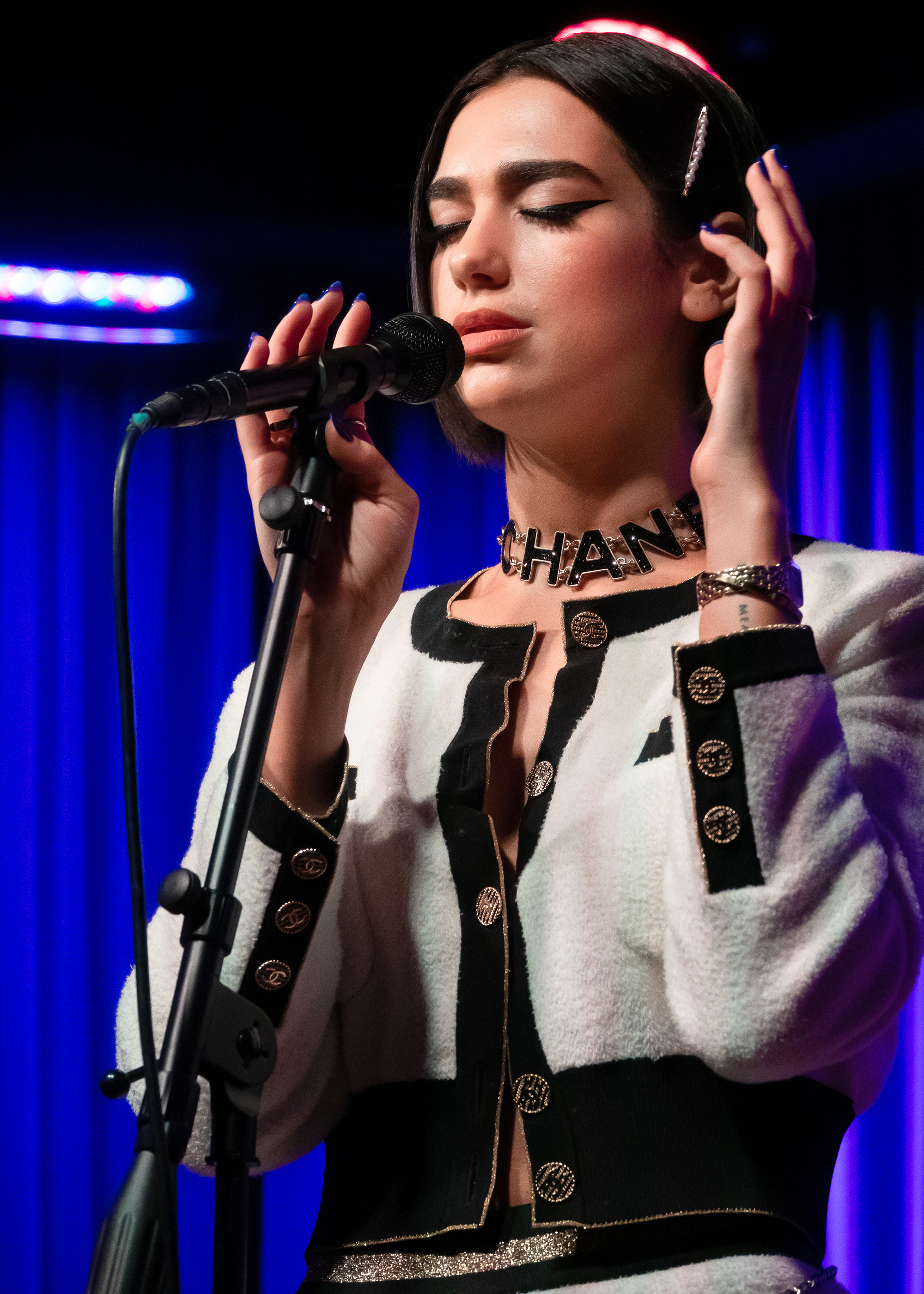
Dua Lipa (2018)

11 lutego 2021 opublikowała singiel We’re Good. W Meksyku piosenka osiągnęła najwyższą pozycję na liście przebojów. W Polsce uplasowała się na 41. miejscu, a w Wielkiej Brytanii na 25. miejscu. Również tego samego dnia Lipa wydała Future Nostalgia: The Moonlight Edition. 11 marca opublikowała piosenkę Love Again, która zdobyła 2. miejsce w polskiej liście przebojów, a 51. w Wielkiej Brytanii. 14 marca podczas 63. ceremonii wręczenia nagród Grammy zdobyła jedną nagrodą za Najlepszy album wokalny pop (za album Future Nostalgia). 1 kwietnia została nominowana w kategoriach: Najlepszy brytyjski album, Najlepszy singiel oraz Najlepszą solową artystkę. Z trzema nominacjami została artystką z największą ich liczbą. 11 maja odbyła się 41. ceremonia rozdania nagród, na której zdobyła najwięcej nagród spośród wszystkich nominowanych – 2, zwyciężając w kategoriach Najlepszy brytyjski album (za Future Nostalgia) oraz w kategorii Najlepsza brytyjska artystka roku. 4 czerwca Lipa wydała singiel Can They Hear Us do filmu Gully.

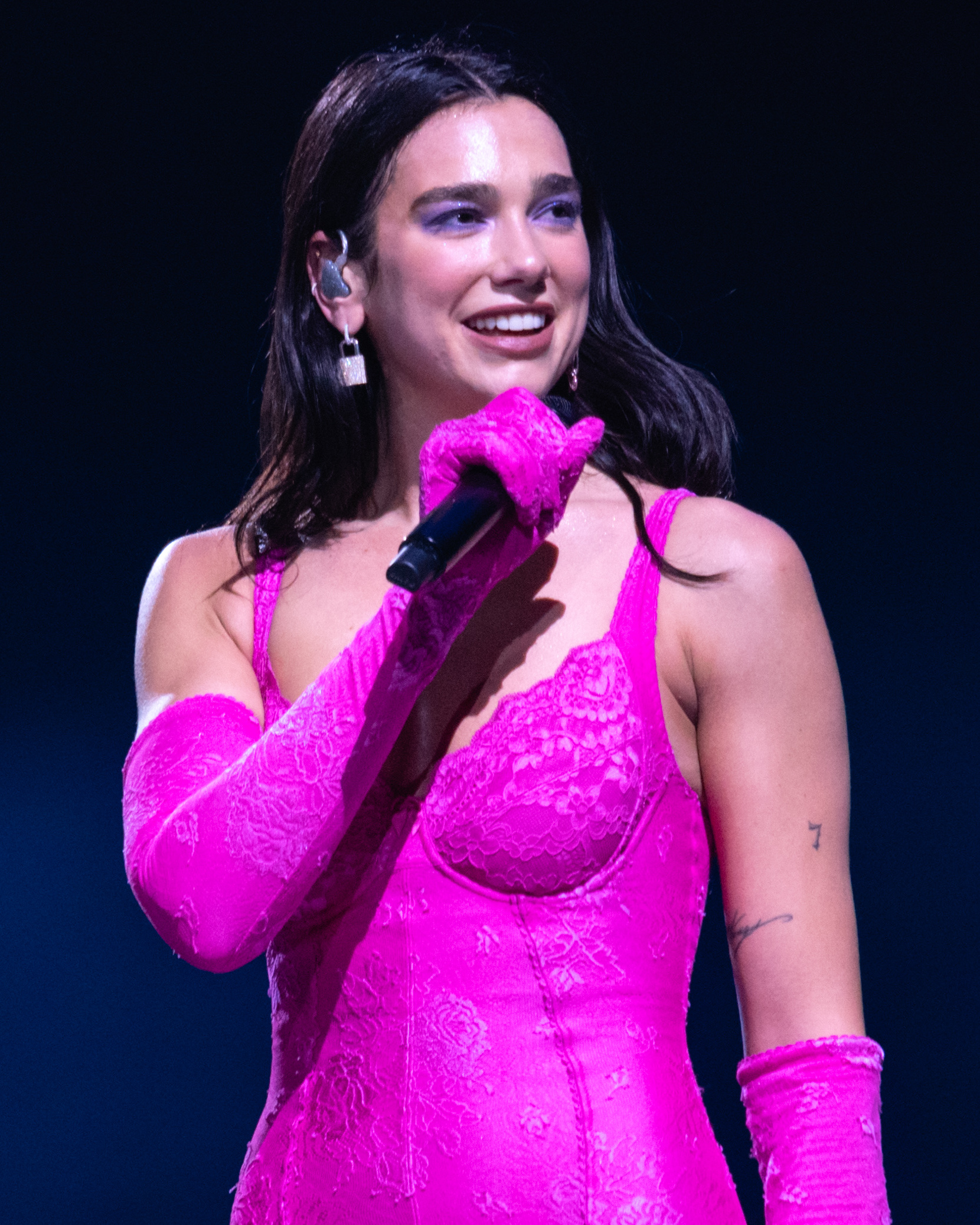
Dua Lipa podczas koncertu Future Nostalgia Tour (2 maja 2022)

13 sierpnia 2021 Lipa i Elton John wydali piosenkę Cold Heart (PNAU remix). Singiel zajął pierwszq pozycję w listach przebojów 13 państw, w tym w Wielkiej Brytanii i w Polsce, gdzie utrzymywał się na szczycie przez trzy tygodnie z rzędu. Była to trzecia piosenka Lipy, która zajęła 1. miejsce w brytyjskiej liście przebojów.
8 lutego 2022 wygrała nagrodę Brit Awards za Najlepszy występ Pop/R&B. Była nominowana wraz z Eltonem Johnem za piosenkę Cold Heart (PNAU remix) w kategorii Najlepsza piosenka roku, ale nagrodę zgarnęła Adele z piosenką Easy on Me. 9 lutego rozpoczęła swoją piątą trasę koncertową Future Nostalgia Tour. 11 marca Lipa i Megan Thee Stallion wydały singiel pt. Sweetest Pie. W Polsce zajął 61. lokatę na liście przebojów, a w Wielkiej Brytanii dotarła na 31. pozycję. W Holandii zajęła najwyższą pozycję. 27 maja została opublikowana piosenka Potion, z udziałem Lipy, Calvina Harrisa i Young Thuga. Była to piosenka promująca szósty album Harrisa – Funk Wav Bounces Vol. 2. Utwór dotarł na 16. pozycję w UK Singles Chart. 20 listopada została nagrodzona statuetką za Kolaborację roku, wraz z Eltonem Johnem za piosenkę Cold Heart (PNAU remix) na American Music Award 2022.

### Od 2023
16 stycznia 2023 została nominowana do Brit Awards za Najlepszy występ Pop/R&B, jednak statuetka została przyznana Harry’emu Stylesowi. 26 maja opublikowała piosenkę pt. „Dance the Night”, promującą film Barbie, w którym wystąpiła jako Mermaid Barbie, debiutując w branży filmowej. Na polskiej liście przebojów utwór zadebiutował w czerwcowym notowaniu, plasując się na 30. pozycji, a w lipcowym notowaniu zajmował 13. pozycję. Piosenka osiągnęła najwyższe miejsce w Argentynie, Belgii, Bułgarii, Chorwacji, Czechach, Hiszpanii, Holandii, Irlandii, Izraelu, Japonii, Luksemburgu, Kanadzie, Łotwie, Macedonii Północnej, Wielkiej Brytanii i na Węgrzech. 9 listopada 2023 wydała singiel Houdini, który ma promować jej trzeci album. 10 listopada ogłoszono, że Dua Lipa została dwukrotnie nominowana do Nagrody Grammy za rok 2023. Nominowano ją za Dance the Night w kategoriach: Piosenka roku oraz Najlepsza piosenka napisana do filmu. W tej samej kategorii została uwzględniona na liście nominacji na 81. ceremonii przyznania Złotych Globów. 
W maju 2025 roku w wywiadzie dla „British Vogue” artystka potwierdziła, że rozpoczęła pracę nad czwartym albumem studyjnym, tworząc nowe utwory każdego dnia.

## Nagrody i wyróżnienia

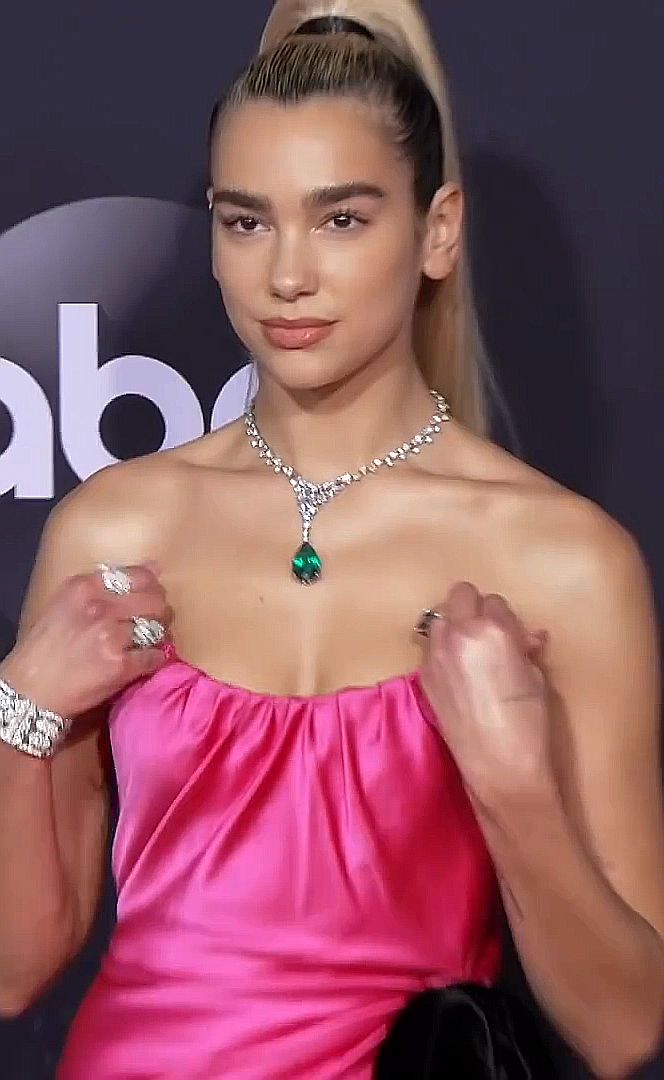
Dua Lipa na gali AMA 2019

Dua Lipa jest jedną z najczęściej nagradzanych artystek swojego pokolenia. Pięciokrotnie zwyciężała w Brit Awards, do których była nominowana 13 razy. Spośród 8 nominacji zdobyła trzy Nagrody Grammy. Wygrała dwie nagrody American Music Award (spośród 7 nominacji), dwa razy zdobyła statuetkę Europejskich Nagród Muzycznych MTV (spośród 15 nominacji). Była sześciokrotnie nominowana do People’s Choice Award. W 2020 zapisała się w księdze rekordów Guinnessa, wyprzedając największą liczbę sprzedanych biletów na transmitowany na żywo koncert solowej artystki, a we wrześniu 2021 ustanawiając rekord serwisu Spotify zostając najczęściej słuchaną wokalistką w miesiącu 2021. W lutym 2021 została uwzględniona na liście Time 100 Next.

## Życie prywatne
W 2013 roku Lipa nawiązała relację z angielskim szefem kuchni Isaakiem Carewem, z którym rozstała się w lutym 2017 roku. Od sierpnia do stycznia 2018 spotykała się z byłym wokalistą amerykańskiego zespołu LANY, Paulem Kleinem. Później wznowiła związek z Carewem, z którym następnie spotykała się od stycznia 2018 do czerwca 2019. 14 czerwca 2019 rozpoczęła związek z Anwarem Hadidem, młodszym bratem Gigi i Belli. W grudniu 2021 roku media poinformowały o ich rozstaniu.
5 sierpnia 2022 została mianowana honorowym ambasadorem Kosowa przez prezydenta Kosowa Vjosę Osmani. 27 listopada prezydent Albanii Bajram Begaj, dzień przed 110. rocznicą proklamowania przez Albanię niepodległości, przyznał Lipie albańskie obywatelstwo za „jej rolę w rozsławianiu Albańczyków na świecie”.
W 2023 zaczęła spotykać się z francuskim reżyserem, Romainem Gavrasem, z którym pojawiła się na 76. Międzynarodowym Festiwalu Filmowym w Cannes. W grudniu 2023 media przekazały, że Lipa, po ośmiu miesiącach związku z Gavrasem, rozstała się z nim.
Od początku 2024 Lipa jest w związku z brytyjskim aktorem Callumem Turnerem, z którym pod koniec tego samego roku się zaręczyła.

## Dyskografia
| Rok  | Tytuł albumu     |
| ---- | ---------------- |
| 2017 | Dua Lipa         |
| 2020 | Future Nostalgia |
| 2024 | Radical Optimism |

## Trasy koncertowe
- 2016 UK Tour (2016)
- Hotter Than Hell Tour (2016)
- US and Europe Tour (2017)
- The Self-Titled Tour (2017–2018)
- Future Nostalgia Tour (2022)[159]

## Filmografia
| Rok  | Tytuł                  | Rola           | Reżyser        |
| ---- | ---------------------- | -------------- | -------------- |
| 2023 | Barbie                 | Mermaid Barbie | Greta Gerwig   |
| 2024 | Argylle – Tajny szpieg | LaGrange       | Matthew Vaughn |

## Nagrody i nominacje
| Konkurs                          | Rok  | Nominowane dzieło                                           | Kategoria                                     | Rezultat  |
| -------------------------------- | ---- | ----------------------------------------------------------- | --------------------------------------------- | --------- |
| American Music Award             | 2018 |                                                             | Najlepszy nowy artysta                        | Nominacja |
| American Music Award             | 2020 | „Don’t Start Now”                                           | Ulubiona piosenka Pop/R&B                     | Wygrana   |
| American Music Award             | 2020 |                                                             | Ulubiona artystka Pop/R&B                     | Nominacja |
| American Music Award             | 2021 |                                                             | Ulubiona artystka Pop/R&B                     | Nominacja |
| American Music Award             | 2021 | „Levitating”                                                | Ulubiona piosenka Pop/R&B                     | Nominacja |
| American Music Award             | 2021 | Future Nostalgia                                            | Ulubiony album Pop/R&B                        | Nominacja |
| American Music Award             | 2022 | „Cold Heart (PNAU remix)”                                   | Kolaboracja roku                              | Wygrana   |
| Brit Awards                      | 2017 |                                                             | Wybór krytyków                                | Nominacja |
| Brit Awards                      | 2018 |                                                             | Najlepsza brytyjska artystka                  | Wygrana   |
| Brit Awards                      | 2018 |                                                             | Najlepszy brytyjski przełomowy wykonawca      | Wygrana   |
| Brit Awards                      | 2018 | Dua Lipa                                                    | Brytyjski album roku                          | Nominacja |
| Brit Awards                      | 2018 | „New Rules”                                                 | Najlepszy brytyjski singel                    | Nominacja |
| Brit Awards                      | 2018 | „New Rules”                                                 | Najlepszy brytyjski teledysk                  | Nominacja |
| Brit Awards                      | 2019 | „One Kiss”                                                  | Najlepszy brytyjski singel                    | Wygrana   |
| Brit Awards                      | 2019 | „IDGAF”                                                     | Najlepszy brytyjski singel                    | Nominacja |
| Brit Awards                      | 2019 | „One Kiss”(wspólnie z Calvin Harris)                        | Najlepszy brytyjski teledysk                  | Nominacja |
| Brit Awards                      | 2019 | „IDGAF”                                                     | Najlepszy brytyjski teledysk                  | Nominacja |
| Brit Awards                      | 2021 |                                                             | Najlepsza brytyjska artystka                  | Wygrana   |
| Brit Awards                      | 2021 | Future Nostalgia                                            | Brytyjski album roku                          | Wygrana   |
| Brit Awards                      | 2021 | „Physical”                                                  | Najlepszy brytyjski singel                    | Nominacja |
| Brit Awards                      | 2022 |                                                             | Najlepszy występ Pop/R&B                      | Wygrana   |
| Brit Awards                      | 2022 | „Cold Heart (PNAU remix)”                                   | Najlepsza piosenka roku                       | Nominacja |
| Brit Awards                      | 2023 |                                                             | Najlepszy występ Pop/R&B                      | Nominacja |
| Europejskie Nagrody Muzyczne MTV | 2016 |                                                             | Najlepszy wykonawca w serii MTV Push          | Nominacja |
| Europejskie Nagrody Muzyczne MTV | 2017 |                                                             | Najlepszy nowy wykonawca MTV                  | Wygrana   |
| Europejskie Nagrody Muzyczne MTV | 2017 |                                                             | Najlepszy brytyjski i irlandzki wykonawca MTV | Nominacja |
| Europejskie Nagrody Muzyczne MTV | 2017 |                                                             | Najlepszy styl MTV                            | Nominacja |
| Europejskie Nagrody Muzyczne MTV | 2018 |                                                             | Najlepszy wykonawca pop MTV                   | Wygrana   |
| Europejskie Nagrody Muzyczne MTV | 2018 |                                                             | Najlepszy artysta MTV                         | Nominacja |
| Europejskie Nagrody Muzyczne MTV | 2018 |                                                             | Najlepszy styl MTV                            | Nominacja |
| Europejskie Nagrody Muzyczne MTV | 2018 |                                                             | Najlepszy brytyjski i irlandzki wykonawca MTV | Nominacja |
| Europejskie Nagrody Muzyczne MTV | 2020 |                                                             | Najlepszy artysta MTV                         | Nominacja |
| Europejskie Nagrody Muzyczne MTV | 2020 |                                                             | Najlepszy wykonawca pop MTV                   | Nominacja |
| Europejskie Nagrody Muzyczne MTV | 2020 | „Don’t Start Now”                                           | Najlepsza piosenka MTV                        | Nominacja |
| Europejskie Nagrody Muzyczne MTV | 2020 |                                                             | Najlepszy brytyjski i irlandzki wykonawca MTV | Nominacja |
| Europejskie Nagrody Muzyczne MTV | 2021 |                                                             | Najlepszy wykonawca pop MTV                   | Nominacja |
| Europejskie Nagrody Muzyczne MTV | 2021 |                                                             | Najlepszy brytyjski i irlandzki wykonawca MTV | Nominacja |
| Europejskie Nagrody Muzyczne MTV | 2022 | „Sweetest Pie” (wspólnie z Megan Thee Stallion)             | Najlepsza kolaboracja MTV                     | Nominacja |
| Nagroda Grammy                   | 2019 |                                                             | Najlepszy nowy artysta                        | Wygrana   |
| Nagroda Grammy                   | 2019 | „Electricity” (wspólnie z Silk City)                        | Najlepsze nagranie taneczne                   | Wygrana   |
| Nagroda Grammy                   | 2021 | Future Nostalgia                                            | Najlepszy wokalny album – pop                 | Wygrana   |
| Nagroda Grammy                   | 2021 | Future Nostalgia                                            | Album roku                                    | Nominacja |
| Nagroda Grammy                   | 2021 | „Don’t Start Now”                                           | Nagranie roku                                 | Nominacja |
| Nagroda Grammy                   | 2021 | „Don’t Start Now”                                           | Piosenka roku                                 | Nominacja |
| Nagroda Grammy                   | 2021 | „Don’t Start Now”                                           | Najlepszy solowy pop singiel                  | Nominacja |
| Nagroda Grammy                   | 2021 | „Un Día (One Day)” (wspólnie z J Balvin, Bad Bunny i Tainy) | Najlepszy pop duet                            | Nominacja |
| People’s Choice Award            | 2020 |                                                             | Ulubiona artystka roku                        | Nominacja |
| People’s Choice Award            | 2020 | Future Nostalgia                                            | Album roku                                    | Nominacja |
| People’s Choice Award            | 2020 | „Break My Heart”                                            | Piosenka roku                                 | Nominacja |
| People’s Choice Award            | 2020 | „Un Día (One Day)” (wspólnie z J Balvin, Bad Bunny i Tainy) | Teledysk roku                                 | Nominacja |
| People’s Choice Award            | 2022 | „Sweetest Pie” (wspólnie z Megan Thee Stallion)             | Kolaboracja roku                              | Nominacja |
| People’s Choice Award            | 2022 | Future Nostalgia Tour                                       | Koncert roku                                  | Nominacja |
| Sound of...                      | 2016 |                                                             | Sound of 2016                                 | Nominacja |